# Kandidaten des Politbüros der Kommunistischen Partei der Sowjetunion
Politbüro (zwischen 1952 und 1966 Präsidium genannt) ist die verkürzte Bezeichnung für das Politische Büro des Zentralkomitees der Kommunistischen Partei der Sowjetunion (1952–1966 Präsidium). Es war das mächtigste politische Gremium in der UdSSR. Es bestand aus Vollmitgliedern und Kandidaten.
Die Kandidaten waren nichtstimmberechtigte Mitglieder des Politbüros. Die meisten von ihnen wurden später Vollmitglieder. Ihre Anzahl schwankte erheblich von maximal 11 (1952–1953) bis 4 (nach 1953) oder wiederum 9 Kandidaten (1957).

## Liste der Kandidaten des Politbüros
Die Liste ist wahrscheinlich vollständig. Tagesdaten differieren manchmal in den Quellen.

### Lenin-Zeit 1919 bis 1924
- Nikolai Iwanowitsch Bucharin 25. März 1919 – 2. Juni 1924 (war auch Vollmitglied)
- Grigori Jewsejewitsch Sinowjew 25. März 1919 – 16. März 1921 (war auch Vollmitglied)
- Michail Iwanowitsch Kalinin 25. März 1919 – 1. Januar 1926 (war auch Vollmitglied)
- Wjatscheslaw Michajlowitsch Molotow 16. März 1921 – 1. Januar 1926 (war auch Vollmitglied)
- Jan Ernestowitsch Rudsutak 26. April 1923 – 23. Juli 1926 (war auch Vollmitglied)

### Stalin-Zeit 1924 bis 1953
- Grigori Jakowlewitsch Sokolnikow 2. Juni 1924 – 1. Januar 1926 (war auch Vollmitglied)
- Michail Wassiljewitsch Frunse 2. Juni 1924 – 31. Oktober 1925
- Felix Edmundowitsch Dserschinski 2. Juni 1924 – 20. Juli 1926
- Lew Borissowitsch Kamenew 1. Januar 1926 – 23. Oktober 1926 (war auch Vollmitglied)
- Grigori Iwanowitsch Petrowski 1. Januar 1926 – 22. März 1939
- Nikolai Alexandrowitsch Uglanow 1. Januar 1926 – 29. April 1929
- Andrei Andrejewitsch Andrejew 23. Juli 1926 – 31. Dezember 1930 (war auch Vollmitglied)
- Lasar Moissejewitsch Kaganowitsch  23. Juli 1926 – 13. Juli 1930 (war auch Vollmitglied)
- Sergei Mironowitsch Kirow 23. Juli 1926 – 13. Juli 1930 (war auch Vollmitglied)
- Anastas Iwanowitsch Mikojan 23. Juli 1926 – 1. Februar 1935 (war auch Vollmitglied)
- Grigori Konstantinowitsch Ordschonikidse 23. Juli 1926 – 3. November 1926 (war auch Vollmitglied)
- Wlas Jakowlewitsch Tschubar 3. November 1926 – 1. Oktober 1935 (war auch Vollmitglied)
- Stanislaw Wikentjewitsch Kossior 19. Dezember 1927 – 13. Juli 1930 (war auch Vollmitglied)
- Karl Janowitsch Bauman 29. April 1929 – 13. Juli 1930
- Sergei Iwanowitsch Syrzow 21. Juni 1929 – 1. Dezember 1930
- Pawel Petrowitsch Postyschew 10. Februar 1934 – 18. Januar 1938 (†)
- Jan Ernestowitsch Rudsutak (2. Mal) 10. Februar 1934 – 26. Mai 1937 (war auch Vollmitglied)
- Andrei Alexandrowitsch Schdanow 1. Februar 1935 – 22. März 1939 (war auch Vollmitglied)
- Robert Indrikowitsch Eiche 1. Februar 1935 – 29. April 1938 († 1940)
- Nikolai Iwanowitsch Jeschow 12. Oktober 1937 – 22. März 1939 (†)
- Nikita Sergejewitsch Chruschtschow 18. Januar 1938 – 22. März 1939 (war auch Vollmitglied)
- Lawrenti Pawlowitsch Beria 22. März 1939 – 19. März 1946 (war auch Vollmitglied)
- Nikolai Michailowitsch Schwernik (1. Mal) 22. März 1939 – 16. Oktober 1952 (war auch Vollmitglied)
- Georgi Maximilianowitsch Malenkow 21. Februar 1941 – 19. März 1946 (war auch Vollmitglied)
- Nikolai Alexejewitsch Wosnessenski 21. Februar 1941 – 28. Februar 1947 (war auch Vollmitglied)
- Alexander Sergejewitsch Schtscherbakow 21. Februar 1941 – 10. Mai 1945
- Nikolai Alexandrowitsch Bulganin !8. März 1946 – 18. Februar 1948 (war auch Vollmitglied)
- Alexei Nikolajewitsch Kossygin (1. Mal) 18. März 1946 – 4. September 1948 (war auch Vollmitglied)
- Leonid Iljitsch Breschnew (1. Mal) 16. Oktober 1952 – 5. März 1953 (war auch Vollmitglied)
- Arseni Grigorjewitch Swerew 16. Oktober 1952 – 5. März 1953
- Iwan Grigorjewitch Kabanow 16. Oktober 1952 – 5. März 1953
- Alexei Nikolajewitsch Kossygin (2. Mal) 16. Oktober 1952 – 5. März 1953 (war auch Vollmitglied)
- Andrei Januarjewitsch Wyschinski 16. Oktober 1952 – 5. März 1953
- Nikolai Semjonowitsch Patolitschew 16. Oktober 1952 – 5. März 1953
- Nikolai Michailowitsch Pegow 16. Oktober 1952 – 5. März 1953
- Alexander Michailowitsch Pusanow 16. Oktober 1952 – 5. März 1953
- Iwan Fjodorowitsch Tewossjan 16. Oktober 1952 – 5. März 1953
- Pawel Fjodorowitsch Judin 16. Oktober 1952 – 5. März 1953
- Nikolai Grigorjewitsch Ignatow (1. Mal) 16. Oktober 1952 – 5. März 1953 (war auch Vollmitglied)

### Chruschtschow-Zeit 1953 bis 1964
- Panteleimon Kondratjewitsch Ponomarenko 15. März 1953 – 27. Februar 1956 (war auch Vollmitglied)
- Leonid Georgijewitsch Melnikow 15. März 1953 – 6. Juni 1953 (war auch Vollmitglied)
- Mir Dschafar Abbassowitsch Bagirow 5. März 1953 – 17. Juli 1953
- Alexei Illarionowitsch Kiritschenko 6. Juni 1953 – 12. Juli 1955 (war auch Vollmitglied)
- Leonid Iljitsch Breschnew (2. Mal) 27. Februar 1956 – 29. Juni 1957 (war auch Vollmitglied)
- Dmitri Trofimowitsch Schepilow 27. Februar 1956 – 29. Juni 1957
- Jekaterina Alexejewna Furzewa 27. Februar 1956 – 29. Juni 1957 (war auch Vollmitglied)
- Nuritdin Akramowitsch Muchitdinow 27. Februar 1956 – 19. Dezember 1957 (war auch Vollmitglied)
- Georgi Konstantinowitsch Schukow 27. Februar 1956 – 29. Juni 1957 (war auch Vollmitglied)
- Frol Romanowitsch Koslow 14. Februar 1957 – 29. Juni 1957 (war auch Vollmitglied)
- Michail Georgijewitsch Perwuchin 27. Juni 1957 – 31. Oktober 1961 (war auch Vollmitglied)
- Kirill Trofimowitsch Masurow 27. Juni 1957 – 26. März 1965 (war auch Vollmitglied)
- Andrei Pawlowitsch Kirilenko 27. Juni 1957 – 31. Oktober 1961 (war auch Vollmitglied)
- Alexei Nikolajewitsch Kossygin (3. Mal) 27. Juni 1957 – 4. Mai 1960 (war auch Vollmitglied)
- Pjotr Nikolajewitsch Pospelow 27. Juni 1957 – 31. Oktober 1961
- Wassili Pawlowitsch Mschawanadse 27. Juni 1957 – 18. Dezember 1972
- Demjan Sergejewitsch Korottschenko 27. Juni 1957 – 31. Oktober 1961 (war 1952/53 auch Vollmitglied)
- Jan Eduardowitsch Kalnbersin 27. Juni 1957 – 31. Oktober 1961
- Nikolai Wiktorowitsch Podgorny 18. Juni 1958 – 4. Mai 1960 (war auch Vollmitglied)
- Dmitri Stepanowitsch Poljanski 18. Juni 1958 – 4. Mai 1960 (war auch Vollmitglied)
- Gennadi Iwanowitsch Woronow 18. Januar 1961 – 31. Oktober 1961 (war auch Vollmitglied)
- Wiktor Wassiljewitsch Grischin 18. Januar 1961 – 9. April 1971 (war auch Vollmitglied)
- Scharaf Raschidowitsch Raschidow (31. Oktober 1961 – 31. Oktober 1983)
- Wladimir Wassiljewitsch Schtscherbitzki (1. Mal) 31. Oktober 1961 – 13. Dezember 1963 (war auch Vollmitglied)
- Leonid Nikolajewitsch Jefremow (23. November 1962 – 8. April 1966)
- Pjotr Jefimowitsch Schelest 13. Dezember 1963 – 16. November 1964 (war auch Vollmitglied)

### Breschnew-Zeit 1964 bis 1982
- Pjotr Nilowitsch Demitschew 16. November 1964 – 30. September 1988
- Dmitri Fjodorowitsch Ustinow 26. März 1965 – 4. März 1976 (war auch Vollmitglied)
- Wladimir Wassiljewitsch Schtscherbitzki (2. Mal) 6. Dezember 1965 – 9. April 1971 (war auch Vollmitglied)
- Pjotr Mironowitsch Mascherow 8. April 1966 – 4. Oktober 1980
- Dinmuhamed Achmedowitsch Kunajew 8. April 1966 – 9. April 1971 (war auch Vollmitglied)
- Juri Wladimirowitsch Andropow 21. Juni 1967 – 27. April 1973 (war auch Vollmitglied)
- Michail Sergejewitsch Solomenzew 23. November 1971 – 26. Dezember 1983 (war auch Vollmitglied)
- Boris Nikolajewitsch Ponomarjow 19. Mai 1972 – 6. März 1986
- Grigori Wassiljewitsch Romanow 27. April 1973 – 5. März 1976 (war auch Vollmitglied)
- Geidar Alijewitsch Älijew 5. März 1976 – 22. November 1982 (war auch Vollmitglied)
- Konstantin Ustinowitsch Tschernenko 3. Oktober 1977 – 27. November 1978 (war auch Vollmitglied)
- Wassili Wassiljewitsch Kusnezow 3. Oktober 1977 – 6. März 1986
- Nikolai Alexandrowitsch Tichonow 27. November 1978 – 27. November 1979 (war auch Vollmitglied)
- Eduard Amwrossijewitsch Schewardnadse 27. November 1978 – 1. Juli 1985 (war auch Vollmitglied)
- Michail Sergejewitsch Gorbatschow 27. November 1979 – 21. Oktober 1980 (war auch Vollmitglied)

### Andropow- und Tschernenko-Zeit 1982 bis 1985
- Wladimir Iwanowitsch Dolgich 24. Mai 1982 – 30. September 1988
- Witali Iwanowitsch Worotnikow 15. Juni 1983 – 26. Dezember 1983 (war auch Vollmitglied)
- Wiktor Michailowitsch Tschebrikow 26. Dezember 1984 – 23. April 1985 (war auch Vollmitglied)
- Jefrem Jewsejewitsch Sokolow 23. April 1985 – 26. Juni 1987

### Gorbatschow-Zeit 1985 bis 1991
- Nikolai Wladimirowitsch Talysin 15. Oktober 1986 – 20. September 1989
- Boris Nikolajewitsch Jelzin 18. Februar 1986 – 18. Februar 1988
- Nikolai Nikitowitsch Sljunkow 6. März 1986 – 26. Juni 1987 (war auch Vollmitglied)
- Alexander Nikolajewitsch Jakowlew 20. Januar 1987 – 26. Juni 1987 (war auch Vollmitglied)
- Dmitri Timofejewitsch Jasow 26. Juni 1987 – 14. Juli 1990
- Juri Dmitrijewitsch Masljukow 18. Februar 1988 – 20. September 1989 (war auch Vollmitglied)
- Georgi Petrowitsch Rasumowski 18. Februar 1988 – 14. Juli 1990
- Alexandra Pawlowna Birjukowa 30. September 1988 – 14. Juli 1990
- Alexander Wladimirowitsch Wlassow 30. September 1988 – 14. Juli 1990
- Anatoli Iwanowitsch Lukjanow 30. September 1988 – 14. Juli 1990
- Jewgeni Maximowitsch Primakow 20. September 1989 – 14. Juli 1990
- Boris Karlowitsch Pugo 20. September 1989 – 14. Juli 1990